# Flughafen Juazeiro do Norte

i8
i11
i13
Der Flughafen Juazeiro do Norte (portugiesisch Aeroporto Juazeiro do Norte - Orlando Bezerra de Menezes; IATA-Code: JDO, ICAO-Code: SBJU) ist ein öffentlicher Flughafen, 6 km von Juazeiro do Norte im brasilianischen Bundesstaat Ceará entfernt.

## Flughafendaten
Der Flughafen hat eine Asphaltpiste mit 1940 m Länge und 45 m Breite. Er liegt auf einer Seehöhe von 424 m. Die Gesamtfläche des Flughafens beträgt 128 ha. Das Passagierterminal hat eine Fläche von 6400 m². Die Passagierkapazität liegt bei 800.000 pro Jahr.

## Geschichte
Der Flughafen Juazeiro wurde am 15. September 1954 eingeweiht, dem Datum des städtischen Patronatsfests der Stadt Juazeiro do Norte, Nossa Senhora das Dores. Der Flughafen Juazeiro do Norte wurde erst nach der Schließung der Landebahn in der Nachbargemeinde Crato, im Jahr 1971, zu einem Regionalflughafen. Im Jahr 1978 wurden die seit 1975 eingestellten regulären kommerziellen Flüge wieder aufgenommen. Das neue Passagierterminal wurde 1981 eröffnet.
Der Flughafen, der damals Aeroporto Regional do Cariri hieß, wurde ab 1990 gemeinsam von der Regierung des Bundesstaates Ceará und der Gemeinde Juazeiro do Norte verwaltet. 1997 wurde er in die ausschließliche Verantwortung der Gemeinde überführt.
Im Dezember 2000 wurde der Name in Aeroporto Juazeiro do Norte – Orlando Bezerra de Menezes geändert. Die Verwaltung des Flughafens kehrte 2002 an den Staat zurück und es wurde eine neue Vereinbarung getroffen, wonach Infraero nur den Flughafen betrieb, während die Regierung für die Instandhaltung der Infrastruktur verantwortlich war. Im Jahr 2012 wurden wichtige Renovierungsarbeiten, wie die neuen Abflug- und Ankunftshallen mit einer Gesamtfläche von 1100 Quadratmetern, durchgeführt.
Nach den von ANAC festgelegten Fristen übernahm das spanische Infrastrukturunternehmen Aena in der fünften Vergaberunde für den Betrieb von Flughäfen ab dem 13. Januar 2020 die Leitung des Betriebs des Flughafens Juazeiro do Norte-Orlando Bezerra in Menezes.

## Flugbetrieb
Im Jahr 2020 wurden 268.698 Passagiere transportiert.
LATAM Airlines Brasil, Azul Linhas Aéreas, VoePass Linhas Aéreas und Gol Linhas Aéreas sind die wichtigsten Fluggesellschaften, ⁣⁣die den Flughafen bedienen.